# Tiuskrunni (ö, lat 60,62, long 21,11)
Tiuskrunni är en ö i Finland. Den ligger i Skärgårdshavet och i kommunen Gustavs i den ekonomiska regionen  Nystadsregionen i landskapet Egentliga Finland, i den sydvästra delen av landet. Ön ligger omkring 66 kilometer väster om Åbo och omkring 220 kilometer väster om Helsingfors.
Öns area är 10,5 hektar och dess största längd är 0,7 kilometer i nord-sydlig riktning. Ön höjer sig omkring 10 meter över havsytan.